# Смагина, Евгения Борисовна
Евге́ния Бори́совна Сма́гина (род. 23 мая 1954, Москва) — советский и российский филолог-библеист, переводчик с греческого, коптского, древнееврейского и арамейского, немецкого, французского и других языков. Одна из крупнейших российских специалистов по манихейству и гностицизму, участвовала во втором полном переводе Библии на русский язык (2011). Кандидат филологических наук. Одна из авторов Большой Российской энциклопедии.

## Биография
Окончила классическое отделение филологического факультета МГУ. 
В 1980 году защитила диссертацию на соискание учёной степени кандидата филологических наук по теме «Язык древненубийских текстов»
Старший научный сотрудник Института востоковедения РАН. заведующая кафедрой Ветхого Завета в Библейско-богословском институте апостола Андрея Первозванного. Преподавала древние языки в московской школе № 57 и др.

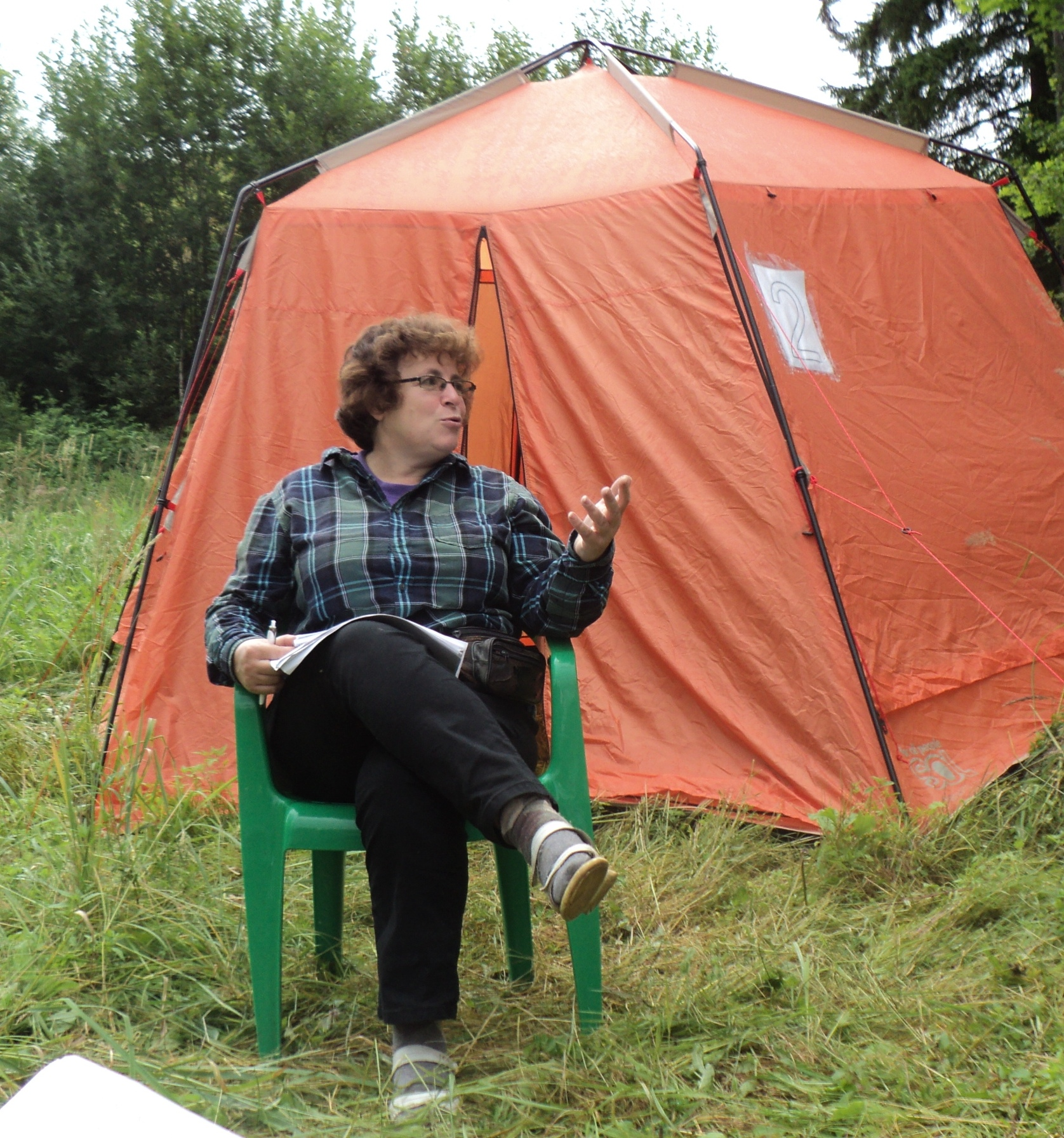
Е.Б. Смагина ведёт занятие по поэтическому анализу на Летней Верхневолжской школе авторской песни (2013)

С 1994 года каждое лето работает преподавателем поэтического анализа в Верхневолжской школе авторской песни, организуемой руководителями сергиевопосадской студии авторской песни Светланой и Владимиром Цывкиными. На своих занятиях разбирает тексты бардовских песен, стихи известных и неизвестных поэтов и стихи, написанные учащимися этой школы.

## Работы
Переводила поэзию Кавафиса, Кики Димула, книги Библии, тексты Ф. Кардини, М. Юрсенар и др.
Публикует стихи в журналах «Новый мир», «Знамя», «Грани» и других. Иногда пишет музыку на свои стихи и исполняет их под гитару.

## Научные труды

### Монографии
- Завадовский Ю. Н., Смагина Е. Б. Нубийский язык / ; [АН СССР, Ин-т востоковедения]. — М. : Наука, 1986. — 92 с.  — (Языки народов Азии и Африки. Осн. Г. П. Сердюченко).
- Памятники письменности Востока. 115: Кефалайа ("Главы"). Коптский манихейский трактат / [Рос. акад. наук, Отд-ние истории, Ин-т востоковедения] ; Пер. с копт., исслед., коммент., глоссарий и указ. Е. Б. Смагиной. — М. : Восточная литература, 1998. — 512 с. ISBN 5-02-017988-4.
- Манихейство: по ранним источникам. — М. : Восточная литература, 2011. — 519 с. ISBN 978-5-02-036474-5.

### Статьи
- Манихейство : [арх. 21 февраля 2023] / Смагина Е. Б. // Маниковский — Меотида. — М. : Большая российская энциклопедия, 2012. — С. 14—15. — (Большая российская энциклопедия : [в 35 т.] / гл. ред. Ю. С. Осипов ; 2004—2017, т. 19). — ISBN 978-5-85270-353-8.

## Другое
переводы
- Греция. Поэзия: из "послевоенного поколения" : Яннис Даллас, Кики Димула, Гектор Какнаватос, Клитос Киру, Титос Патрикиос / [пер. с новогреч. Евг. Смагиной]. — М.: Индрик, 1998. — 63 с.

поэзия
- Учёные записки: [избранная лирика 1970-2010 годов, пьеса в стихах, песни] / Евгения Смагина. — Москва : И. Б. Белый, 2013. — 141, [2] с. : ил.; 20 см.; ISBN 978-5-904935-45-0.